# انار (سرده)
انار (نام علمی: Punica) سرده‌ای کوچک از اناریان درختی کوچک یا درختچه‌ای بارده و خزان‌دار است که مهمترین گونه این سرده انار معمولی است؛ گونه دیگر آن بومی جزیره سوکوتراست با گلهایی به رنگ صورتی و میوه‌ای با طعم ترش‌تر از انار معمولی.

## گونه‌ها
- انار
- انار سوکوتران[۱]

## اناریان
اناریان (Punicaceae) تیره‌ای از موردسانان است با یک سرده و دو گونه و برگهای ساده با آرایش مارپیچی و بدون گوشواره (stipule) که گلهای آنها به صورت پیرامادگی (perigynous) است با پنج تا هشت کاسبرگ و گلبرگ و شمار فراوانی پرچم و برچه که به نهنج چسبیده‌اند؛ میوه آنها که در زیر کاسه‌ای پایا قرار دارد دارای پوست چرمی و تعداد زیادی دانه و برگهای گوشتی است.

## نگارخانه

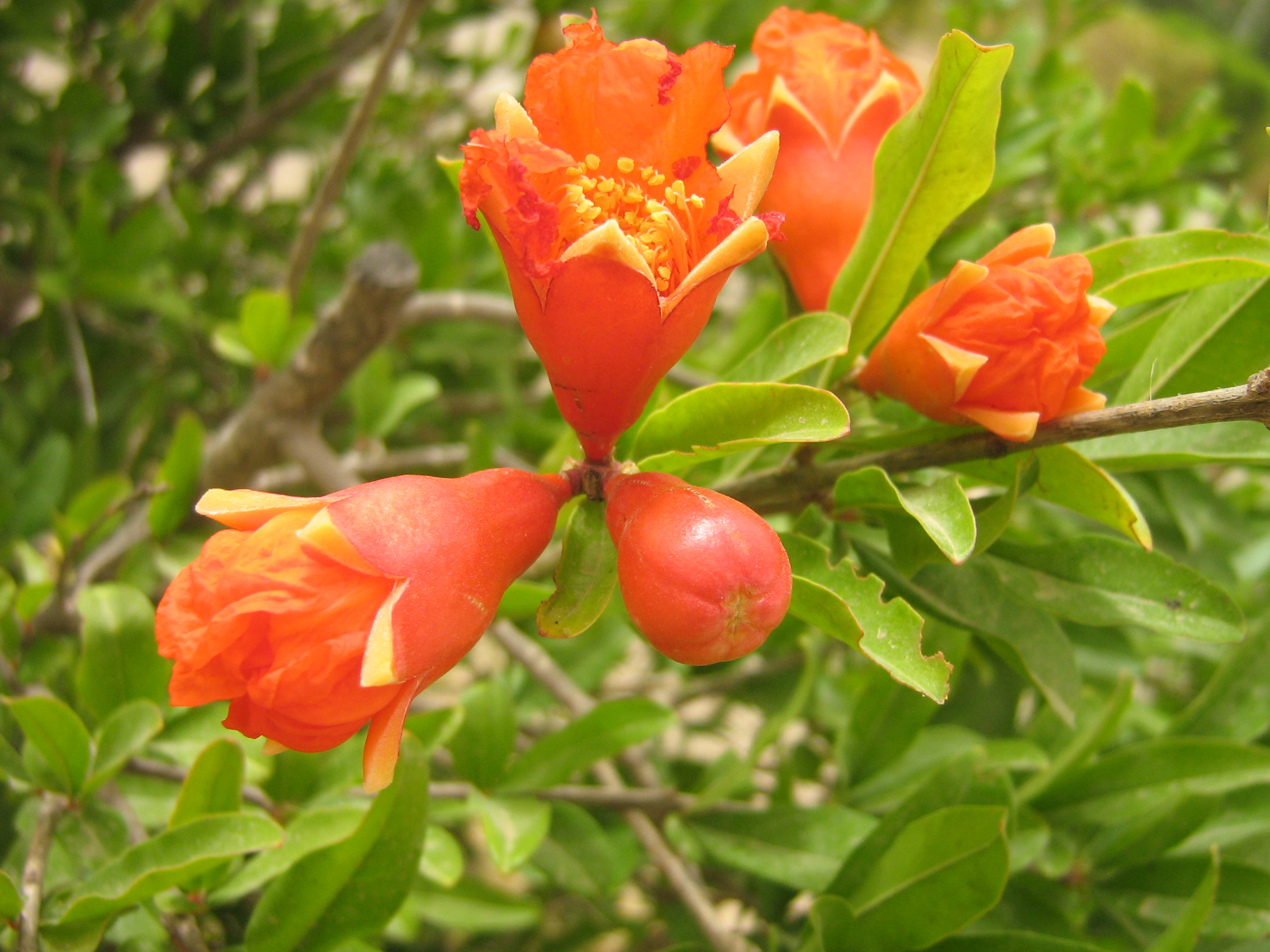